# Lista de vencedores de títulos mundiais de voleibol

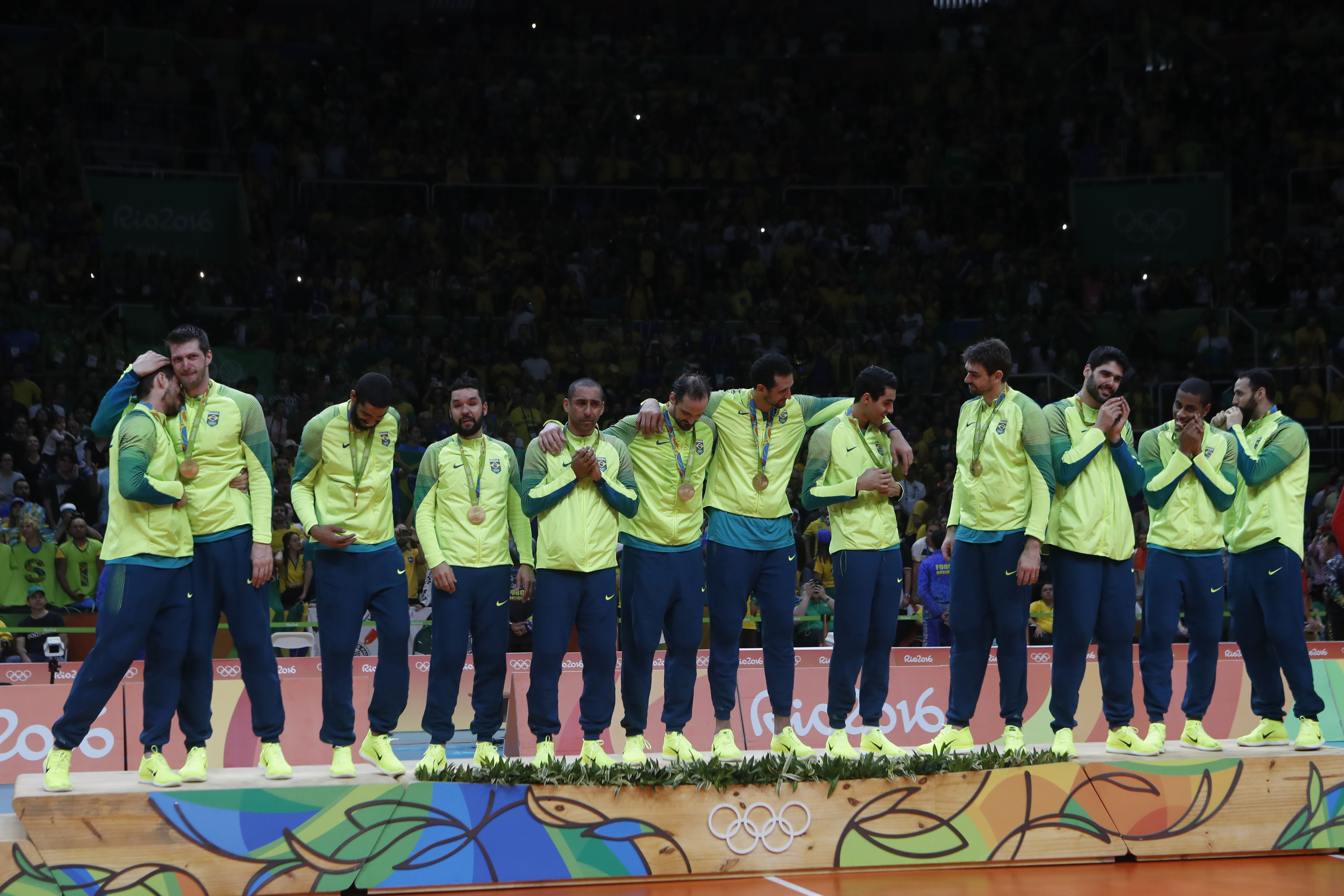
Seleção brasileira masculina campeã olímpica em 2016.

O voleibol é um esporte coletivo em que duas equipes de seis jogadores são separadas por uma rede. Cada time tenta marcar pontos derrubando a bola no lado da quadra do adversário sob regras organizadas. Foi inventado em 1895 pelo americano William G. Morgan e a fundação da federação internacional ocorreu em 20 de abril de 1947 com quatorze países membros e tendo como primeiro presidente o francês Paul Libaud. O primeiro campeonato mundial profissional aconteceu em 1949 na Tchecoslováquia e foi disputado apenas por homens, com a União Soviética sagrando-se campeã. A primeira competição mundial profissional para mulheres ocorreu em 1952 e em 1957 foi admitido como esporte olímpico, fazendo a sua estreia nos jogos de Tóquio em 1964. Atualmente o vôlei é um dos desportos de maior popularidade mundial contando com 220 federações filiadas a FIVB.
Esta página lista os países vencedores de títulos mundiais de voleibol. A FIVB é responsável por gerenciar os principais campeonatos de vôlei em âmbito global, que são classificados por ordem decrescente de importância: torneio olímpico, campeonato mundial, copa do mundo, liga das nações (substituindo a liga mundial e o grand prix) e copa dos campeões. Todas as competições são realizadas em ciclos de quatro anos, com exceção da liga das nações que é disputada anualmente. O único campeonato que não soma pontos ao ranking mundial é a copa dos campeões.
Vinte e três países conquistaram ao menos uma medalha, seja com a seleção masculina ou feminina e treze obtiveram resultados com ambas seleções. Treze nações venceram pelo menos um campeonato com uma de suas equipes e apenas oito detém títulos com as duas. O Brasil aparece na primeira colocação, tendo conquistado um total de oitenta e duas medalhas, sendo trinta e nove de ouro. Em seguida vem a Rússia, que apesar de ter menos medalhas de ouro, trinta e sete, possui mais no total com noventa e quatro. A Itália ocupa a terceira posição com o mesmo número de vitórias dos Estados Unidos, ficando atrás porém, na quantidade total de medalhas. Considerando somente as seleções masculinas, a brasileira aparece em primeiro com a russa em segundo levando vantagem no número total de pódios. No quadro feminino, a Rússia e o Brasil possuem a mesma quantidade de títulos, porém, o time russo tem melhor desempenho na contagem total de medalhas.

## Torneio olímpico
O torneio olímpico é o campeonato mais importante da modalidade. Era originalmente uma competição bastante simples em que cada time disputava uma partida contra todos e o vencedor era aquele com o maior número de vitórias ou, em caso de empate, um maior set average ou point average. Em 1972, para que a equipe campeã não fosse determinada antes do final da competição, uma "rodada final" foi introduzida com semifinais e finais. Este sistema tornou-se o padrão para os Jogos Olímpicos. A Rússia detém o melhor histórico com quatro conquistas no masculino e no feminino.

## Campeonato mundial
O campeonato mundial é a competição mais antiga entre as organizadas pela FIVB e só perde em relevância para o torneio olímpico. O formato do campeonato mundial tem sido constantemente adaptado para ajustar-se ao número de participantes do torneio e geralmente as semifinais e as finais são disputadas em cruzamento olímpico. As seleções com mais triunfos no masculino e no feminino são as russas com seis e sete vitórias, respectivamente.

## Copa do mundo
A copa do mundo com o torneio olímpico e o campeonato mundial formam o grupo de competições mais tradicionais e que mais valem pontos para o ranking mundial da FIVB. Inicialmente era disputada no ano seguinte aos Jogos Olímpicos, a partir de 1977 passou a ter o Japão como a única sede e em 1991 foi transferida para o ano anterior às olimpíadas, garantindo ao vencendor a participação no torneio olímpico. Em 1995 o número de vagas foi ampliado para três e em 2015, reduzido para duas. Na edição de 2015, a federação internacional decidiu proibir o país sede das próximas olimpíadas de participar do campeonato. Caso a equipe tivesse competido na edição anterior da copa do mundo, a FIVB optou por manter os pontos para que o país não fosse prejudicado no ranking mundial. Contudo, no torneio de 2019 a federação internacional retirou a distribuição das vagas olímpicas, o que permitiu a participação do Japão na copa do mundo mesmo sendo sede dos Jogos Olímpicos seguintes. A fórmula da competição é um "sistema de pontos corridos", onde todas as equipes enfrentam-se e o vencedor é aquele com o maior número de vitórias ou, em caso de empate, uma quantidade maior de pontos, set average ou point average, respectivamente. A seleção mais vitoriosa no masculino é a russa, com seis títulos, e no feminino a chinesa ganhou cinco torneios.

## Liga mundial
Criada em 1990 e disputada anualmente, a liga mundial chegou a ser o torneio gerenciado pela FIVB que concedeu a maior quantia em prêmios, tendo distribuído US$ 20 milhões em gratificação no campeonato de 2011. Segundo a federação internacional, a liga mundial foi a maior responsável pela propagação do voleibol durante a década de 90, conseguindo um público de quase cinco milhões de espectadores. Ainda de acordo com a FIVB, mais de 1.377 bilhão de residências no mundo estavam aptas a receber a transmissão da fase final da edição de 2009. A competição era dividida em duas fases: na primeira todas as equipes jogavam como mandante e visitante e na segunda era escolhido um país sede. A fórmula da fase final variou entre o "sistema de pontos corridos" e o cruzamento olímpico. Em outubro de 2017, a federação internacional decidiu unificar os seus torneios anuais sob o nome de liga das nações no ano seguinte, encerrando a liga mundial e o grand prix. O Brasil é o país mais bem sucedido com nove conquistas.

## Grand prix
A primeira edição do grand prix aconteceu em 1993, com um formato baseado no da liga mundial, um evento anual com o objetivo de popularizar o vôlei. A competição conseguiu bons resultados na Ásia, todavia, o valor da premiação era consideravelmente inferior ao distribuído no torneio masculino: em 2006 a quantia ficou pouco acima de US$ 1 milhão. Ainda assim, o campeonato obteve uma repercussão significativa, em 2007 foram 334.975 espectadores e uma audiência global pela tv de 498.65 milhões de domicílios. Na fase preliminar ocorria um sistema rotativo de cidades sede e a última etapa era disputada em um país sede. A fase decisiva foi jogada em "sistema de pontos corridos" ou cruzamento olímpico. Em outubro de 2017, a FIVB optou por unificar as suas competições anuais sob o nome de liga das nações no ano posterior, encerrando a liga mundial e o grand prix. Ocupando doze vezes a primeira colocação, a seleção brasileira posiciona-se no topo da lista de seleções com mais vitórias no grand prix.

## Liga das nações
A liga das nações surgiu em 2018 em substituição a liga mundial e o grand prix. A ideia da federação internacional é elevar o nível das partidas e promover a igualdade no esporte, unificando o nome e o formato dos torneios, além de oferecer a mesma premiação aos vencedores dos campeonatos masculino e feminino: US$ 1 milhão. Doze times são considerados fixos e outros quatro são chamados desafiantes. Inicialmente, todas as equipes enfrentam-se em várias cidades sede e a fase final é disputada em um país sede, com a fórmula de cruzamento olímpico. A seleção russa é a que possui mais títulos no masculino, dois, ao passo que a americana é a que ganhou mais vezes no feminino, com três torneios vencidos.

## Copa dos campeões
A copa dos campeões foi criada em 1993 e sempre é disputada no ano posterior aos Jogos Olímpicos, no Japão. Qualificam-se para o torneio o país sede, os campeões de quatro torneios continentais cujo times do continente tiveram as posições mais elevadas na última olimpíada (africano, asiático, europeu, norceca e sul-americano) e um convidado pela federação internacional. É o único campeonato da FIVB que não adiciona pontos ao ranking mundial. Todas as equipes jogam entre si e o vencedor é aquele com o maior número de vitórias ou, em caso de empate, uma quantidade maior de pontos, set average ou point average, respectivamente. Com cinco conquistas, a seleção brasileira é a maior campeã do toneio masculino, enquanto no feminino a brasileira e a chinesa venceram duas vezes cada uma.

## Quadro de medalhas
Os quadros de medalhas estão classificados de acordo com o número de medalhas de ouro, estando as medalhas de prata e bronze como critérios de desempate em caso de países com o mesmo número de ouros.

### Masculino

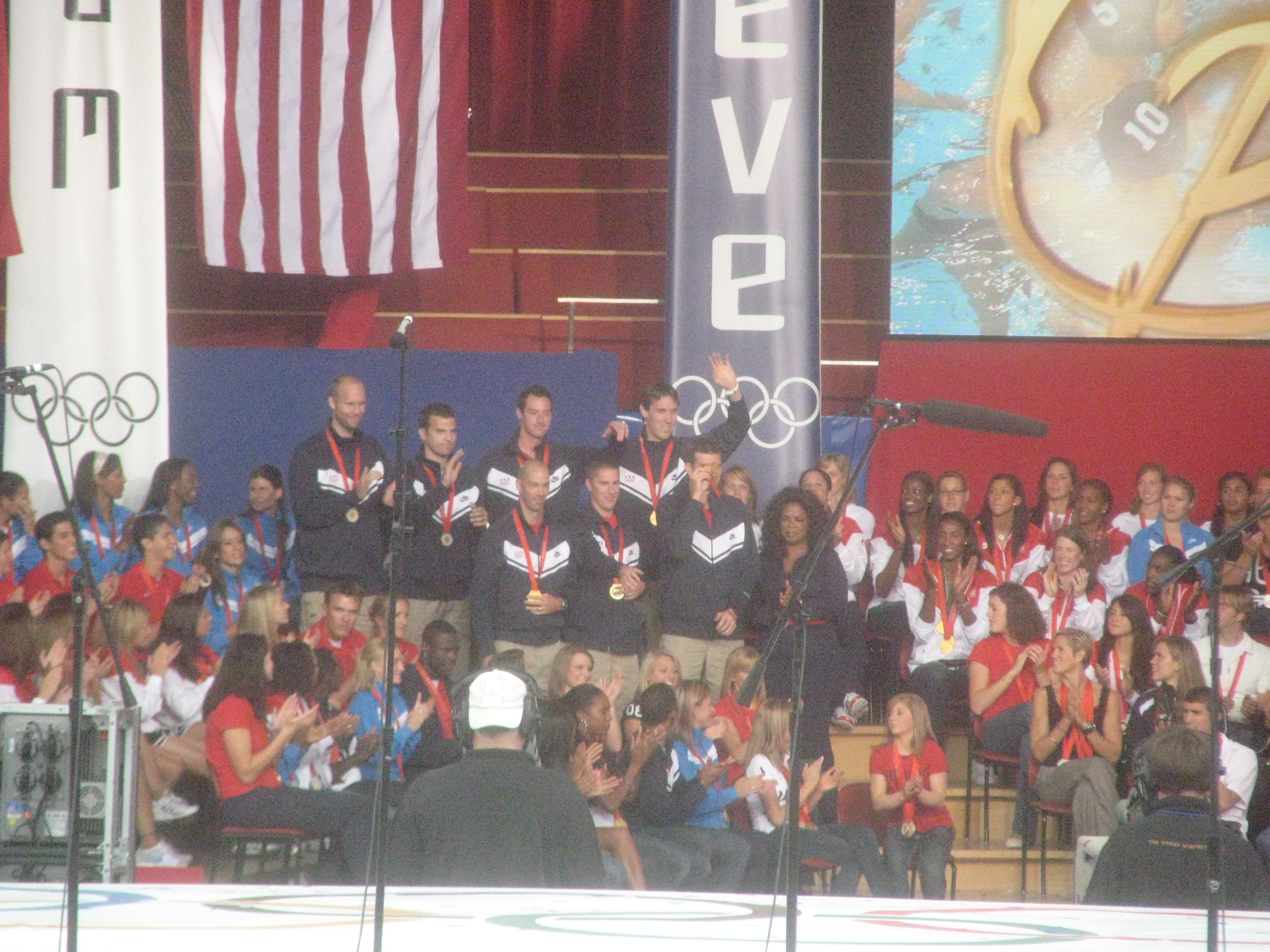
Integrantes da seleção americana masculina campeã olímpica em 2008 durante participação no programa The Oprah Winfrey Show.

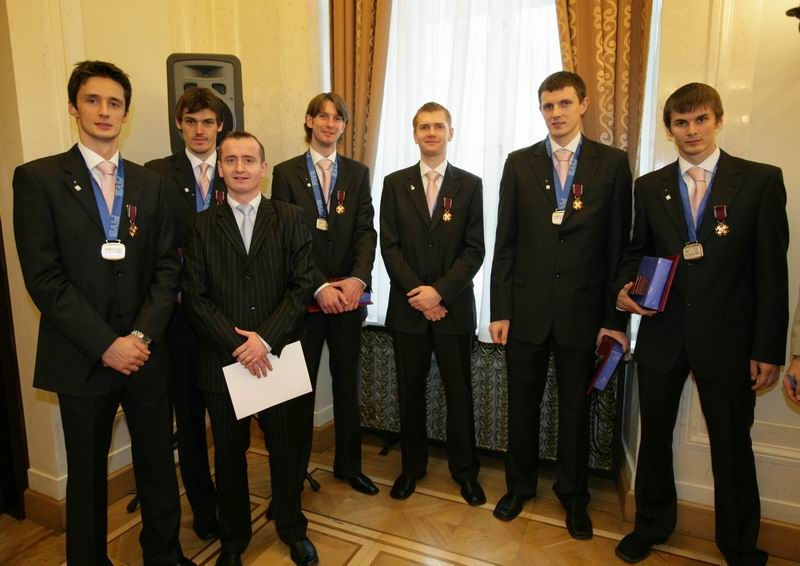
Membros da seleção polonesa masculina vice-campeã mundial em 2006 em visita ao Palácio Presidencial.

| Ordem | País             | Medalha de ouro | Medalha de prata | Medalha de bronze | Total |
| ----- | ---------------- | --------------- | ---------------- | ----------------- | ----- |
| 1     | Brasil           | 24              | 15               | 8                 | 47    |
| 2     | Rússia           | 21              | 15               | 15                | 51    |
| 3     | Itália           | 14              | 11               | 10                | 35    |
| 4     | Estados Unidos   | 8               | 5                | 11                | 24    |
| 5     | Polônia          | 6               | 7                | 4                 | 17    |
| 6     | França           | 6               | 2                | 3                 | 11    |
| 7     | Cuba             | 3               | 11               | 9                 | 23    |
| 8     | Sérvia           | 2               | 6                | 7                 | 15    |
| 9     | República Tcheca | 2               | 5                | 3                 | 10    |
| 10    | Países Baixos    | 2               | 5                | 1                 | 8     |
| 11    | Alemanha         | 2               | 1                | 1                 | 4     |
| 12    | Japão            | 1               | 4                | 5                 | 10    |
| 13    | Bulgária         | 0               | 2                | 5                 | 7     |
| 14    | Romênia          | 0               | 2                | 3                 | 5     |
| 15    | Argentina        | 0               | 0                | 3                 | 3     |
| 16    | Canadá           | 0               | 0                | 1                 | 1     |
| 16    | Irã              | 0               | 0                | 1                 | 1     |

### Feminino

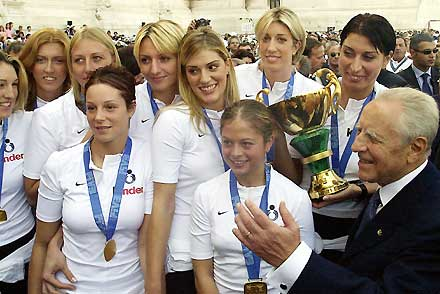
Seleção italiana feminina campeã mundial em 2002 ao lado do presidente da República Italiana Carlo Azeglio Ciampi.

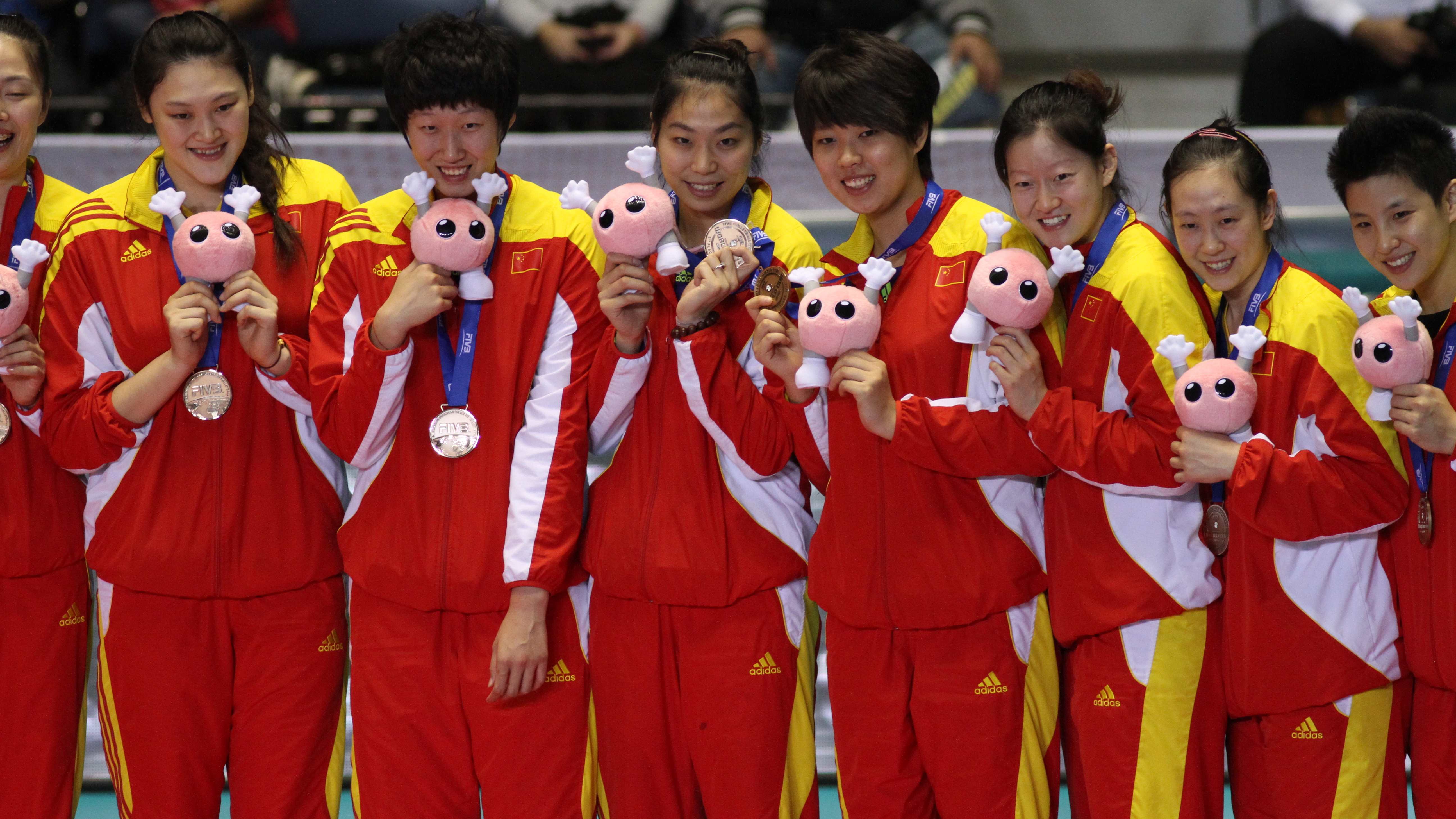
Seleção chinesa feminina medalhista de bronze na copa do mundo de 2011.

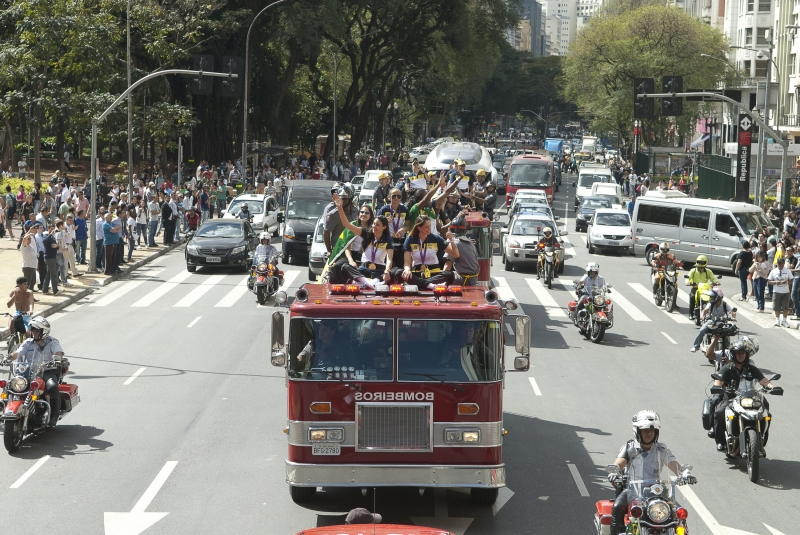
Seleção brasileira feminina desfila pelas ruas de São Paulo após a conquista do bicampeonato olímpico em 2012.

| Ordem | País                 | Medalha de ouro | Medalha de prata | Medalha de bronze | Total |
| ----- | -------------------- | --------------- | ---------------- | ----------------- | ----- |
| 1     | Brasil               | 16              | 19               | 8                 | 43    |
| 2     | Rússia               | 16              | 16               | 13                | 45    |
| 3     | China                | 13              | 12               | 12                | 37    |
| 4     | Cuba                 | 13              | 8                | 3                 | 24    |
| 5     | Estados Unidos       | 11              | 11               | 10                | 32    |
| 6     | Itália               | 8               | 4                | 5                 | 17    |
| 7     | Japão                | 6               | 9                | 5                 | 20    |
| 8     | Sérvia               | 2               | 2                | 6                 | 10    |
| 9     | Turquia              | 1               | 1                | 2                 | 4     |
| 10    | Países Baixos        | 1               | 0                | 1                 | 2     |
| 11    | Peru                 | 0               | 2                | 1                 | 3     |
| 12    | Polônia              | 0               | 1                | 5                 | 6     |
| 13    | Alemanha             | 0               | 1                | 2                 | 3     |
| 14    | Romênia              | 0               | 1                | 0                 | 1     |
| 15    | Coreia do Sul        | 0               | 0                | 7                 | 7     |
| 16    | República Tcheca     | 0               | 0                | 2                 | 2     |
| 17    | Bulgária             | 0               | 0                | 1                 | 1     |
| 17    | Coreia do Norte      | 0               | 0                | 1                 | 1     |
| 17    | República Dominicana | 0               | 0                | 1                 | 1     |

### Geral

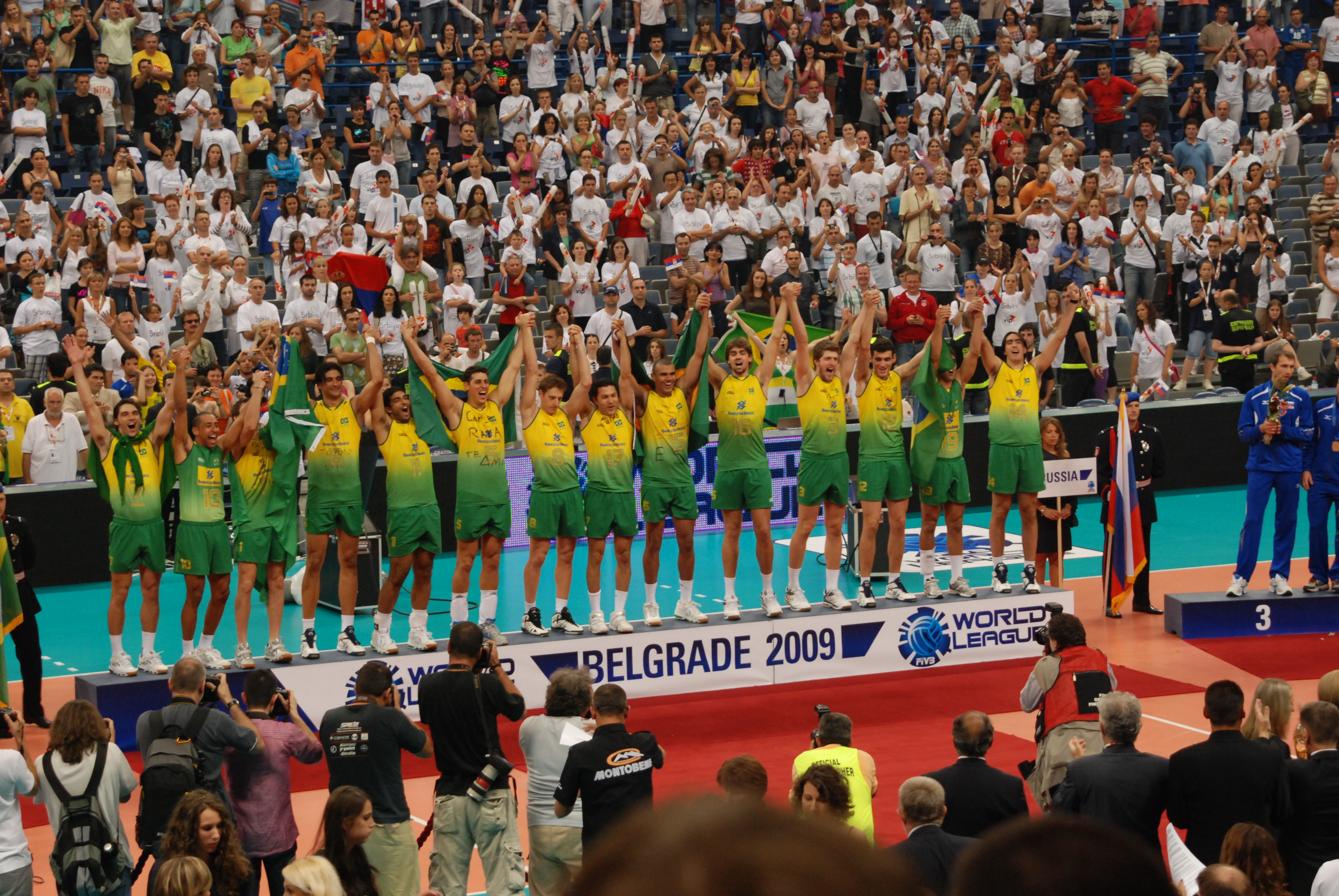
Seleção brasileira masculina campeã da liga mundial de 2009.

| Ordem | País                 | Medalha de ouro | Medalha de prata | Medalha de bronze | Total |
| ----- | -------------------- | --------------- | ---------------- | ----------------- | ----- |
| 1     | Brasil               | 40              | 34               | 16                | 90    |
| 2     | Rússia               | 37              | 31               | 28                | 96    |
| 3     | Itália               | 22              | 15               | 15                | 52    |
| 4     | Estados Unidos       | 19              | 16               | 21                | 56    |
| 5     | Cuba                 | 16              | 19               | 12                | 47    |
| 6     | China                | 13              | 12               | 12                | 37    |
| 7     | Japão                | 7               | 13               | 10                | 30    |
| 8     | Polônia              | 6               | 8                | 9                 | 23    |
| 9     | França               | 6               | 2                | 3                 | 11    |
| 10    | Sérvia               | 4               | 8                | 13                | 25    |
| 11    | Países Baixos        | 3               | 5                | 2                 | 10    |
| 12    | República Tcheca     | 2               | 5                | 5                 | 12    |
| 13    | Alemanha             | 2               | 2                | 3                 | 7     |
| 14    | Turquia              | 1               | 1                | 2                 | 4     |
| 15    | Romênia              | 0               | 3                | 3                 | 6     |
| 16    | Bulgária             | 0               | 2                | 6                 | 8     |
| 17    | Peru                 | 0               | 2                | 1                 | 3     |
| 18    | Coreia do Sul        | 0               | 0                | 7                 | 7     |
| 19    | Argentina            | 0               | 0                | 3                 | 3     |
| 20    | Canadá               | 0               | 0                | 1                 | 1     |
| 20    | Coreia do Norte      | 0               | 0                | 1                 | 1     |
| 20    | Irã                  | 0               | 0                | 1                 | 1     |
| 20    | República Dominicana | 0               | 0                | 1                 | 1     |